# Алханли
Алханли или Ахланли (на гръцки: Αχλαδινή, Ахладини, до 1928 година Αλχανλή, Алханли) е бивше село в Гърция, разположено на територията на дем Места (Нестос), административна област Източна Македония и Тракия.

## География
Алханли е било разположено на надморска височина от 440 m в Урвил (Ори Леканис), северозападно от Елафохори (Караджова).

## История

### В Османската империя
В XIX век е село в Саръшабанска каза на Османската империя. На австро-унгарската военна карта е отбелязано като Алханли или Аланли (Alhanli, Alanli). Съгласно статистиката на Васил Кънчов („Македония. Етнография и статистика“) към 1900 година Елканли е турско селище и в него живеят 150 турци.

### В Гърция
В 1913 година селото попада в Гърция след Междусъюзническата война. През 20-те години на XX век турското му население се изселва по споразумението за обмен на население между Гърция и Турция след Лозанския мир и на негово място са заселени гърци бежанци, които в 1928 година са 27 семейства със 120 души, като селището е изцяло бежанско.
Българска статистика от 1941 година регистрира 192 жители.
Селото се разпада в Гражданската война (1946 - 1949), като жителите му се изселват в Саръшабан.
| Година    | 1913 | 1920 | 1928 | 1940 | 1951 | 1961 | 1971 | 1981 | 1991 | 2001 | 2011 | 2021 |
| --------- | ---- | ---- | ---- | ---- | ---- | ---- | ---- | ---- | ---- | ---- | ---- | ---- |
| Население | 319  | 173  | 131  | 194  |      |      |      |      |      |      |      |      |